# 桑粤春
桑粤春（1962年6月19日—2006年9月29日），满族，男，出生于吉林省长春市，中华人民共和国国有企业管理人，曾任第九届全国人大代表。
父亲桑立荣曾在广东服役，母亲刘桂枝。幼年时家境贫寒。家中兄弟姐妹四人，姐姐桑粤萍、哥哥桑粤东、弟弟桑粤安及表弟刘鹏举全部与他同案判罚。1986年，桑粤春做为单位家属进入中国科学院长春光机研究所预制构件厂，担任首任厂长司机。1987年，桑粤春成为预制构件厂厂长，承包该厂:47。
1992年，桑粤春接手吉港工贸公司。同年11月，正式成立长春吉港工贸总公司，工商注册底簿注明企业性质为“国有企业”，註冊資本400万元，法定代表人李福德:47，主办单位为中华人民共和国人事部下属（挂靠）的一个人才中心。案发后，法院认定公司成立时，桑粤春、人才中心、香港王氏集团王怀德等名义股东均未出资。有作者指，该公司实是“戴着红帽子”的民营企业，是特殊时期的产物。1993年，桑粤春以预制构件厂资产入股长春吉港工贸总公司，任副总经理。同年，桑粤春将预制构件厂停产，后在2000年出售。1994年6月，长春吉港工贸总公司变更为长春吉港集团公司，挂靠在吉林省人大常委会办公厅，年上缴20万元管理费:47。
1997年，中共长春市委主要领导与桑粤春商议后，吉港集团零兼并国有军工企业长春宇光电子厂。他以宇光电子厂位于长春市朝阳区、3.78万平方米的工业用地进行商品房开发，建成高档住宅吉港花园，成为亿万富豪。案发后，发现吉港花园被用以贿赂领导干部。同时，桑粤春侵吞该厂职工交纳的部分水电费、养老保险金、房改款、集资建房款，以及工厂出售旧设备收入款、房屋租金等，共计615万元。2000年，吉港集团在全国工商联年度全国民营企业500强中，以近十亿元资产位列第59位。号称有48家下属企业。根据公安机关调查，吉港集团号称缴纳税款3个亿，实际仅缴纳过400万元。骗取各种减缓免税、费、补贴费1000多万元:47—49。
2002年案发时，桑粤春任吉港集团总裁、监视局主席。姐姐桑粤萍任监视局副主席。哥哥桑粤东任董事局主席，弟弟桑粤安任董事局副主席:47。

## 案发
2002年，吉林省公安厅与长春市公安局组成3·28专案组进调查。10月22日，桑粤春被刑事拘留。6天后，第九届全国人民代表大会常务委员会第三十次会议罢免了他的全国人大代表资格。11月10日，检察机关正式逮捕桑粤春:50。
2005年4月26日，吉林省吉林市中级人民法院对桑粤春、桑粤东、桑粤萍、刘鹏举、杨凯峰、孟宪东等17人涉黑案进行一审审判。法院认定他犯贪污罪（贪污1.23亿元:47）、合同诈骗罪（3437万元）、组织卖淫罪、强奸罪、非法持有枪支、弹药罪，隐匿、故意销毁会计凭证、会计账簿罪，诬告陷害罪，故意伤害罪，妨害公务罪，妨害作证罪，非法携带枪支危及公共安全罪，虚报注册资本罪，伪造企业印章罪，组织领导黑社会性质组织罪，系组织领导黑社会性质组织的首要分子。法院以贪污罪判处死刑，剥夺政治权利终身，并处没收个人全部财产，与其所犯其他各罪并罚，决定执行死刑。同年7月28日，吉林省吉林市中级人民法院进行终审宣判。
2006年9月29日，吉林省吉林市中级人民法院依照最高人民法院依法核准的刑事裁定和执行死刑命令，执行死刑。